# Gábor Baross

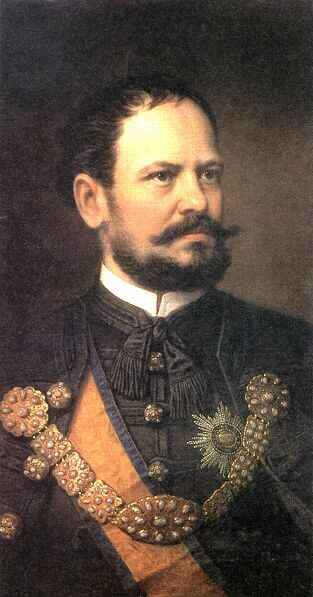
Gábor Baross

Gábor Baross, född 6 juli 1848 i Pruzsina, död 9 maj 1892 i Budapest, var en ungersk politiker.
Baross var jurist, då han 1875 valdes till riksdagsman. Han blev 1883 statssekreterare i kommunikationsministeriet och påbörjade redan då en reform av den ungerska järnvägsförvaltningen. Sedan 1886 chef för nämnda ministerium, varmed 1889 förenades handelsministeriet, ny- eller omskapade han Ungerns hela kommunikationsväsende, särskilt järnvägsväsendet (införandet av zontariff). Hans staty restes 1898 framför östbangården i Budapest.

## Fotnoter
1. ↑  FamilySearch, Samlingar av historiska uppteckningar, läs online.[källa från Wikidata]
2. ↑  läs online, mek.oszk.hu , läst: 9 oktober 2017.[källa från Wikidata]
3. ↑  PIM-ID, PIM-ID: PIM44251, läst: 3 juni 2023.[källa från Wikidata]
4. 1 2  Dániel Ballabás, József Pap & Judit Pál, Dániel Ballabás, József Pap & Judit Pál, Képviselők és főrendek a dualizmus kori Magyarországon, Líceum Kiadó, Líceum Kiadó, 20202020, s. 186, ISBN 978-963-496-144-4, läs online, läst: 3 juni 2023.[källa från Wikidata]
5. ↑  József Bölöny & László Hubai, József Bölöny & László Hubai, Magyarország kormányai, femte utgåvan, Akadémiai Kiadó, 2004, s. 285, läst: 8 juni 2023.[källa från Wikidata]
6. ↑  Dániel Ballabás, József Pap & Judit Pál, Dániel Ballabás, József Pap & Judit Pál, Képviselők és főrendek a dualizmus kori Magyarországon, Líceum Kiadó, Líceum Kiadó, 20202020, s. 360, ISBN 978-963-496-144-4, läs online, läst: 3 juni 2023.[källa från Wikidata]
7. ↑  József Bölöny & László Hubai, József Bölöny & László Hubai, Magyarország kormányai, femte utgåvan, Akadémiai Kiadó, 2004, s. 223, läst: 3 juni 2023.[källa från Wikidata]
8. ↑  József Bölöny & László Hubai, József Bölöny & László Hubai, Magyarország kormányai, femte utgåvan, Akadémiai Kiadó, 2004, s. 246, läst: 8 juni 2023.[källa från Wikidata]
9. 1 2  Dániel Ballabás, József Pap & Judit Pál, Dániel Ballabás, József Pap & Judit Pál, Képviselők és főrendek a dualizmus kori Magyarországon, Líceum Kiadó, Líceum Kiadó, 20202020, s. 123, ISBN 978-963-496-144-4, läs online, läst: 3 juni 2023.[källa från Wikidata]
10. ↑  Dániel Ballabás, József Pap & Judit Pál, Dániel Ballabás, József Pap & Judit Pál, Képviselők és főrendek a dualizmus kori Magyarországon, Líceum Kiadó, Líceum Kiadó, 20202020, s. 383, ISBN 978-963-496-144-4, läs online, läst: 3 juni 2023.[källa från Wikidata]